# Phronia taczanowskyi
Phronia taczanowskyi är en tvåvingeart som beskrevs av Dziedzicki 1889. Phronia taczanowskyi ingår i släktet Phronia och familjen svampmyggor. Arten har ej påträffats i Sverige. Inga underarter finns listade i Catalogue of Life.